# Hassan Fathi
Pour les articles homonymes, voir Hassan Fathy.
Hassan Fathi (persan : حسن فتحی) est un réalisateur et scénariste iranien.

## Filmographie

### Réalisateur
- 2024 : Enivré par l'amour
- 2012 : Another Day
- 2009 : Keyfar (Châtiment)
- 2008 : Le facteur ne frappe pas trois fois à la porte
- 2004 : Mariage à l'iranienne

### Scénariste
- 2008 : Le facteur ne frappe pas trois fois à la porte

### Série télévisée
- 2015 : Shahrzad
- 2010 : Dans le courant de Zayandeh rud
- 2009 : Larmes et sourires
- 2007 : Fruit défendu
- 2007 : Madáre Sefr Darajeh
- 2001 : La dixième nuit
- 2000 : Les Pahlvans ne meurent pas